# كومار باللانا
كومار باللانا هو ممثل هندي (وحمل سابقاً جنسية الراج البريطاني)، ولد في 23 ديسمبر 1918 بإندور في الهند، وتوفي في 10 أكتوبر 2013 بأوكلاند في الولايات المتحدة.

## أعمال

### أفلام
- (2001) ذا رويال تينينبوم[4]
- (2004) ذا ترمينال[5][6]

## وصلات خارجية
- كومار باللانا على موقع IMDb (الإنجليزية)
- كومار باللانا على موقع ألو سيني (الفرنسية)
- كومار باللانا على موقع ميوزك برينز (الإنجليزية)
- كومار باللانا على موقع أول موفي (الإنجليزية)
- كومار باللانا على موقع قاعدة بيانات الأفلام السويدية (السويدية)
- كومار باللانا على موقع قاعدة بيانات الفيلم (الإنجليزية)
- كومار باللانا على موقع كينوبويسك (الروسية)